# Roy Geary
Roy Geary is een personage uit de televisieserie Prison Break, gespeeld door Matt DeCaro. Roy Geary was bewaker in de Fox River State Penitentiary en stond, net als zijn collega Brad Bellick, bekend als corrupt bewaker.

## Biografie
Geary steelt van gevangenen en verkoopt goede en mooie cellen voor veel geld of dure dingen. Wanneer Michael Scofield tijdens een verkenning in de gevangenis zijn rug ernstig verbrandt, geeft hij Geary de schuld. Charles Westmoreland bekrachtigt deze beschuldiging door een verbrand kledingstuk in de locker van Geary te stoppen. Henry Pope, de directeur van Fox River, vindt dit kledingstuk samen met het gestolen geld en de dure spullen. Hierop wordt Geary op staande voet ontslagen.
In seizoen twee van Prison Break helpt Geary Bellick bij zijn zoektocht naar de ontsnapte gevangenen. Samen met Bellick vinden ze vijf miljoen dollar van Theodore Bagwell, na hem eerst gemarteld te hebben. Geary slaat Bellick echter neer en gaat er met het geld vandoor. Bellick spreekt een boodschap in op de voicemail van Geary, waarin hij hem met de dood bedreigt. Bagwell vindt Geary eerder en vermoordt hem. Bellick krijgt de schuld en draait de gevangenis in, waar hij vroeger hoofdbewaker was.